# Félix Ayo
Félix Ayo (* 1. Juli 1933 in Sestao, Bizkaia, Spanien; † 24. September 2023) war ein italienischer Violinist baskischer Herkunft.

## Leben
Félix Ayo legte bereits als Vierzehnjähriger am Conservatorio Vizcaíno de Música in Bilbao die Konzertreifeprüfung als Solist ab, bevor er in Paris und Rom bei Rémy Principe (1889–1977) weiterstudierte. Von 1952 bis 1967 war er Konzertmeister des Kammerorchesters I Musici, zu dessen Gründungsmitgliedern er gehörte. 1968 gründete er mit Marcello Abbado (Klavier), Alfonso Ghedin (Viola) und Vincenzo Altobelli (Violoncello) das Quartetto Beethoven, das er aber bereits nach zwei Jahren wieder verließ. Ab 1972 unterrichtete er an der Accademia Nazionale di Santa Cecilia in Rom. Als Solist trat er unter anderem mit den Sinfonieorchestern von Rom, Neapel, Madrid, Kopenhagen und Tokio, dem Australian Chamber Orchestra, dem Kammerorchester Berlin, dem Tokyo String Ensemble, den Virtuosi di Roma und den Zagreber Solisten auf. Ab 1983 wirkte er auch als Dirigent.
Er starb am 24. September 2023 im Alter von 90 Jahren.

## Auszeichnungen
Für seine Schallplattenaufnahmen erhielt Ayo den Grand Prix du Disque, den Premio della Critica Discografica Italiana, zweimal den Edison-Preis und dreimal den Preis der deutschen Schallplattenkritik. Sein musikalisches Lebenswerk wurde mit der Verleihung des Premio Roma und des Premio San Michele gewürdigt.